# New Super Mario Bros.
New Super Mario Bros. är ett spel utvecklat av Nintendo för Nintendo DS. Spelet släpptes år 2006 och är av typen tvådimensionellt plattformsspel. Spelet är en uppföljare till de klassiska Mario-spelen.

## Handling
Spelet börjar med att Prinsessan Peach och Mario går på en promenad utanför Peachs slott, när åskmoln plötsligt hopar sig, och ett antal blixtar slår ned i slottet. Mario springer iväg mot slottet, varpå Kung Bowsers son, Bowser Jr. dyker upp och kidnappar prinsessan. Mario vänder snabbt om, och börjar jaga Bowser Jr. genom spelets alla banor, tills han i slutet av spelet lyckas rädda prinsessan.